# Maestro dell'Incoronazione di Bellpuig

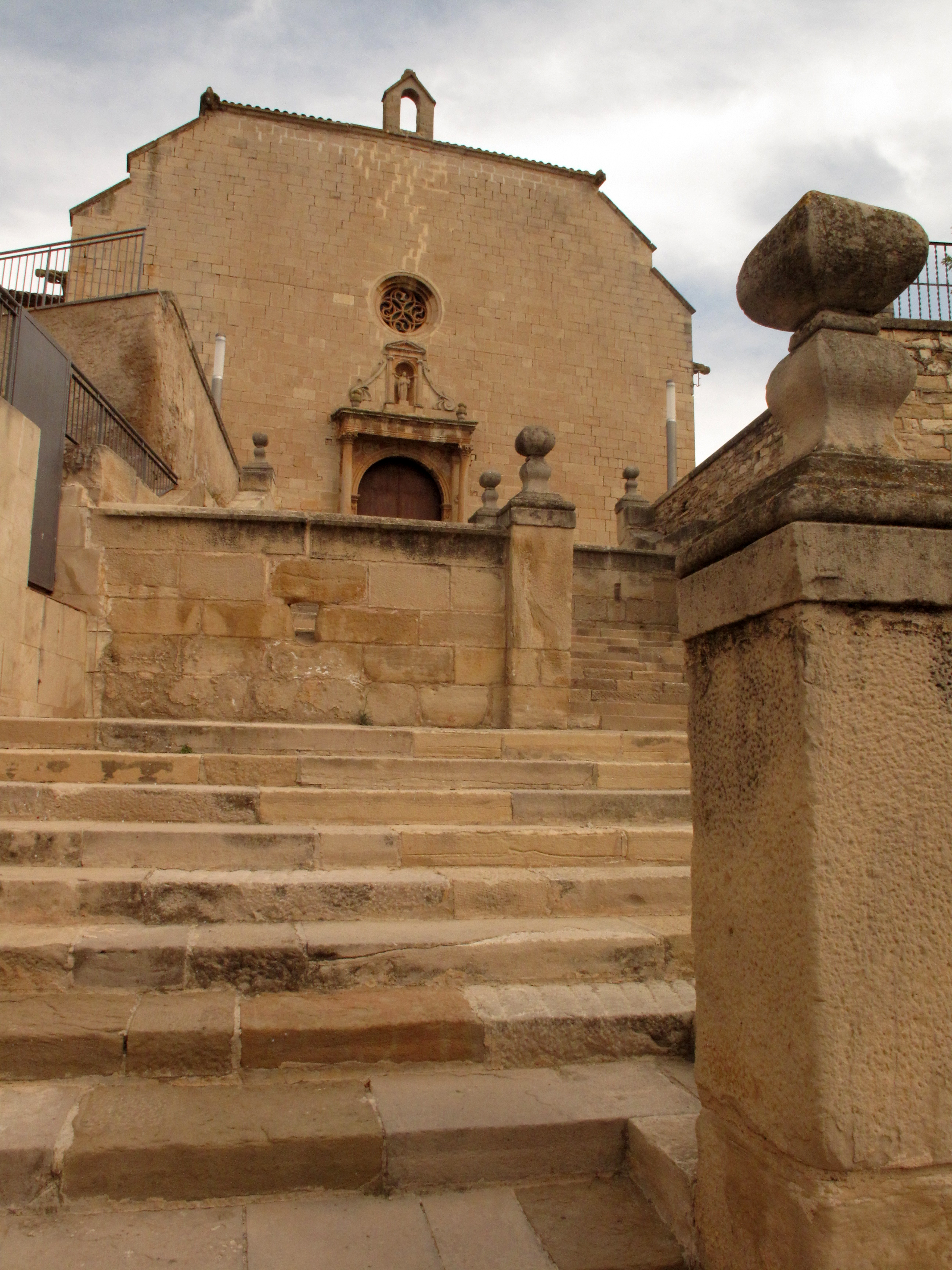
Chiesa di San Nicola a Bellpuig

Il Maestro dell'Incoronazione di Bellpuig, Maestro di Mombaroccio o Antonius Magister (XIV secolo – XIV secolo), è stato un pittore italiano.

## Biografia
Così chiamato dalla tavola conservata nella chiesa parrocchiale di San Nicola di Bellpuig, in Catalogna, andata distrutta durante la guerra civile spagnola nel 1936.
Marchigiano di origine, si formò nell'ambiente senese e si trasferì in Catalogna intorno al 1350. Successivamente fece ritorno alla terra di origine.

## Opere
- Crocefissione[4], affresco, Appartamento della Guastalla a Palazzo Ducale, Mantova (attribuzione)[5]
- Crocefissione[6], tempera su tavola, 1320-1330, Pinacoteca[7] del Convento del Beato Sante, Mombaroccio[3][8]